# 쯔엉미란
쯔엉미란(베트남어: Trương Mỹ Lan, 중국어: 張美蘭, 1956년 10월 13일 ~ )은 베트남의 사업가이자 유죄 판결을 받은 범죄자이다. 사이공(현재의 호찌민시) 출신으로, 부동산 개발 그룹인 반틴팟(Vạn Thịnh Phát) 그룹의 창립자이다. 2022년 10월, 가짜 대출 신청서를 사용해 자신이 20명 이상의 중개인을 통해 관리했던 사이공 합자상업은행(Sai Gon Joint Stock Commercial Bank)에서 미화 125억 달러 이상을 횡령한 혐의로 체포되었다. 이로 인해 뱅크런이 발생했다.
2024년 3월, 횡령, 뇌물수수, 은행법 위반 등에 대한 재판이 시작됐다. 이는 동남아시아 역사상 최대 규모의 부패 스캔들로 간주된다. 2024년 4월 11일, 란에게는 사형이 선고되었다.